# Verneuil-d’Avre-et-d’Iton
Verneuil-d’Avre-et-d’Iton – gmina we Francji, w regionie Normandia, w departamencie Eure. W 2013 roku liczba ludności wynosiła 7731 mieszkańców.
Gmina została utworzona 1 stycznia 2017 roku z połączenia dwóch ówczesnych gmin: Francheville oraz Verneuil-sur-Avre. Siedzibą gminy została miejscowość Verneuil-sur-Avre.